# Tamilla Nasirova
Tamilla Nasirova (Nəvahı, 20 de octubre de 1936 - Bakú, 12 de abril de 2023) fue una matemática y profesora azerbaiyana.

## Biografía
Estudió en la Universidad Estatal de Bakú y fue la primera mujer matemática doctora en ciencias y la primera profesora de Azerbaiyán. Se dedicó a la actividad pedagógica en la Universidad Estatal de Bakú desde 1964 a 2018 y desde 1996 a 2000, participó en actividades docentes en la Facultad de Ciencias y Literatura de la Universidad Técnica del Mar Negro en Turquía.
Miembro de la Academia Nacional de Ciencias de Azerbaiyán donde fue Jefa del Laboratorio del Instituto de Sistemas de Control de Azerbaiyán.
Fungió como profesora honoraria y científica reconocida en el campo de la Teoría de la probabilidad.
Nasirova falleció el 12 de abril de 2023 a los 86 años, en Bakú.